# Statua di Traiano da Minturno
La statua di Traiano da Minturno, in marmo grechetto, è opera della fine del I secolo d.C. Fu trovata nei pressi del fiume Liri-Garigliano a Minturno, l'antica Minturnae nella Regio Ⅰ (Latium et Campania). Appartiene alle collezioni del Museo archeologico nazionale di Napoli.
La statua rappresenta Traiano in un momento di vita militare, mentre alza la mano destra per parlare ai suoi soldati, e nello stesso tempo ricorda la sua attività di legislatore, evocata dal papiro che stringe con la mano sinistra.
La statua ha un'importanza particolare perché, nel XX secolo, è stata ripetutamente scelta come modello per ricavarne repliche, poste in varie città italiane ed estere.

## Descrizione

### Aspetto generale
La statua va inquadrata nel contesto dei ritratti di Traiano, che presentano l'imperatore in modo semplice e obiettivo, coi tratti fermi e pacati, dai quali emergono comunque la suprema autorità e la dignità del comando. Gli attributi prettamente militari (in questo caso la corazza) sono presenti, ma non sono preponderanti, perché affiancati ad elementi che richiamano l'attività di governo (in questo caso quella di legislatore). Le sculture che raffigurano Traiano sono contraddistinte inoltre da un certo realismo tipico della tradizione romana augustea e dall'abbandono delle tendenze ellenistiche del periodo di Domiziano.
In quest'opera, l'imperatore è vestito di lorica, la corazza militare decorata a rilievo con scene mitologiche e simboli epici o divini. In questo caso si tratta di lorica musculata, cioè del tipo che riproduce la muscolatura del tronco. La figura presenta la classica disposizione della ponderatio, con appoggio sulla gamba sinistra e con la destra arretrata.
L'imperatore reca una clamide avvolta sul braccio sinistro, mentre quello destro è alzato nella posa dell'adlocutio, ossia mentre parla ai suoi soldati. La mano sinistra stringe un papiro, per richiamare l'attività di legislatore di Traiano, per la quale è particolarmente ricordato. Il parazonio pende a tracolla e la tunica è corta.

### Corazza
La corazza è a due ordini, con squame istoriate. Sul petto è rappresentata Minerva attorniata da due figure danzanti. Queste hanno l'iconografia della Nike e brandiscono gli scudi compiendo una danza sacra per onorare la dea. L'identificazione con Minerva è data dalla presenza di una civetta. Sono presenti però anche altre immagini, non solitamente accostate alla Dea, ma che richiamano divinità in qualche modo collegate ad essa: un serpente, attributo tipico della Dea Madre, e una testa di lupa, che rimanda alla Dea Roma ed è posta sul capo di Minerva, secondo l'usanza dei velites, ossia dei soldati romani armati alla leggera del periodo repubblicano.
Nella parte più alta della corazza è presente un gorgoneion, elemento non raro in corazze dello stesso tipo, ma che qui è da collegare alla rappresentazione di Minerva, che sull'egida aveva proprio la testa della Gorgone.

### Elementi di restauro
La statua presenta diversi elementi ricostruiti nel restauro, prendendo come modello altri ritratti scultorei di Traiano. Le parti integrate sono: la testa da sotto al naso fino alla parte superiore del capo (comprendendo naso, occhi, fronte e orecchie), il braccio destro, la mano sinistra, la parte sinistra della corazza, l'impugnatura del parazonio, il lembo del manto cadente a sinistra dal ginocchio in giù, oltre a numerosi tasselli qua e là.

## Repliche della statua
Nonostante l'esistenza di altre statue che rappresentano Traiano, come quella agli Uffizi, proprio questa è stata scelta come modello per ricavare varie repliche, spesso in bronzo, da collocare in contesti in cui fu ritenuto necessario ricordare l'opera di colui che gli stessi contemporanei chiamavano l'ottimo imperatore. Le copie sono collocate in varie città italiane ed estere; si segnalano le seguenti (elencate in ordine cronologico di realizzazione).

### Museo della civiltà romana, Roma
Un calco in gesso è presente a Roma, all'interno del Museo della civiltà romana, nella sala XII, dedicata appunto a Traiano e Adriano.
L'opera risale almeno al 1937, quando il museo attuale non esisteva ancora e molte opere che esso ora conserva, tra cui il calco della statua di Traiano da Minturno, erano esposte alla "Mostra Augustea della Romanità". In questa mostra erano presenti sia copie appositamente realizzate, sia quelle provenienti dal "Museo della Romanità", inaugurato nel 1927 per opera dell'archeologo Giulio Giglioli; la copia in questione potrebbe quindi risalire anche al 1927, ma le fonti disponibili non precisano né l'epoca di realizzazione del calco, né la data di ritrovamento dell'originale.

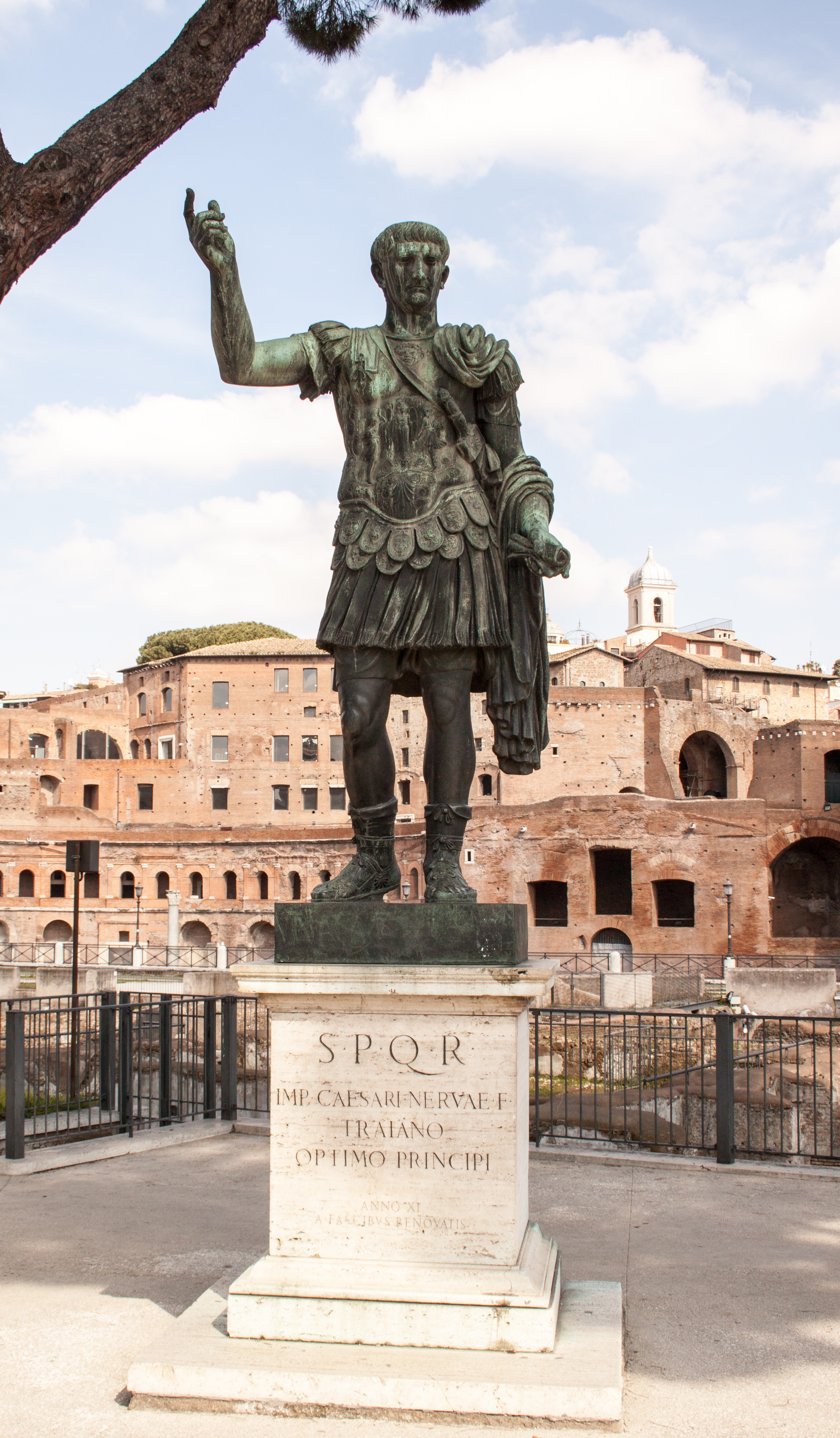
Replica di via dei Fori Imperiali, Roma

A loro volta, le opere raccolte nel Museo della Romanità erano state in parte realizzate nel 1911, per la mostra archeologica allestita alle Terme di Diocleziano, parte dell'esposizione nazionale per il cinquantenario dell'Unità d'Italia; il curatore era Rodolfo Lanciani. La mostra alle Terme di Diocleziano costituì quindi il primo nucleo dell'attuale Museo della civiltà romana. Il calco ora esposto al Museo della civiltà romana potrebbe di conseguenza risalire anche al 1911.

### Via dei Fori Imperiali, Roma
A Roma, nel 1933, fu collocata una replica bronzea della statua lungo via dei Fori Imperiali, di fronte all'area dei Mercati traianei (costruiti tra il 100 e il 110 d.C.) e del Foro di Traiano (107-112). Nel ventennio fascista, la via era detta "via dell'Impero".
Nello stesso anno, oltre che quella di Traiano, in via dei Fori Imperiali furono collocate anche le statue di Cesare, di Augusto e di Nerva, ciascuna in corrispondenza del foro rispettivo. L'idea della collocazione delle statue, con intento sia decorativo, sia didattico, fu dell'architetto Armando Brasini, che a proposito di questa scelta aveva dichiarato: …Le statue dei maggiori imperatori romani, oltre a costituire un motivo altamente decorativo, ricorderebbero al popolo, che non sempre visita i musei, … i nomi e le effigi dei creatori di quella potenza di Roma, che nei secoli continuerà nel mondo.
Sul basamento della statua è presente la seguente iscrizione:

### Via XXIX settembre, Ancona

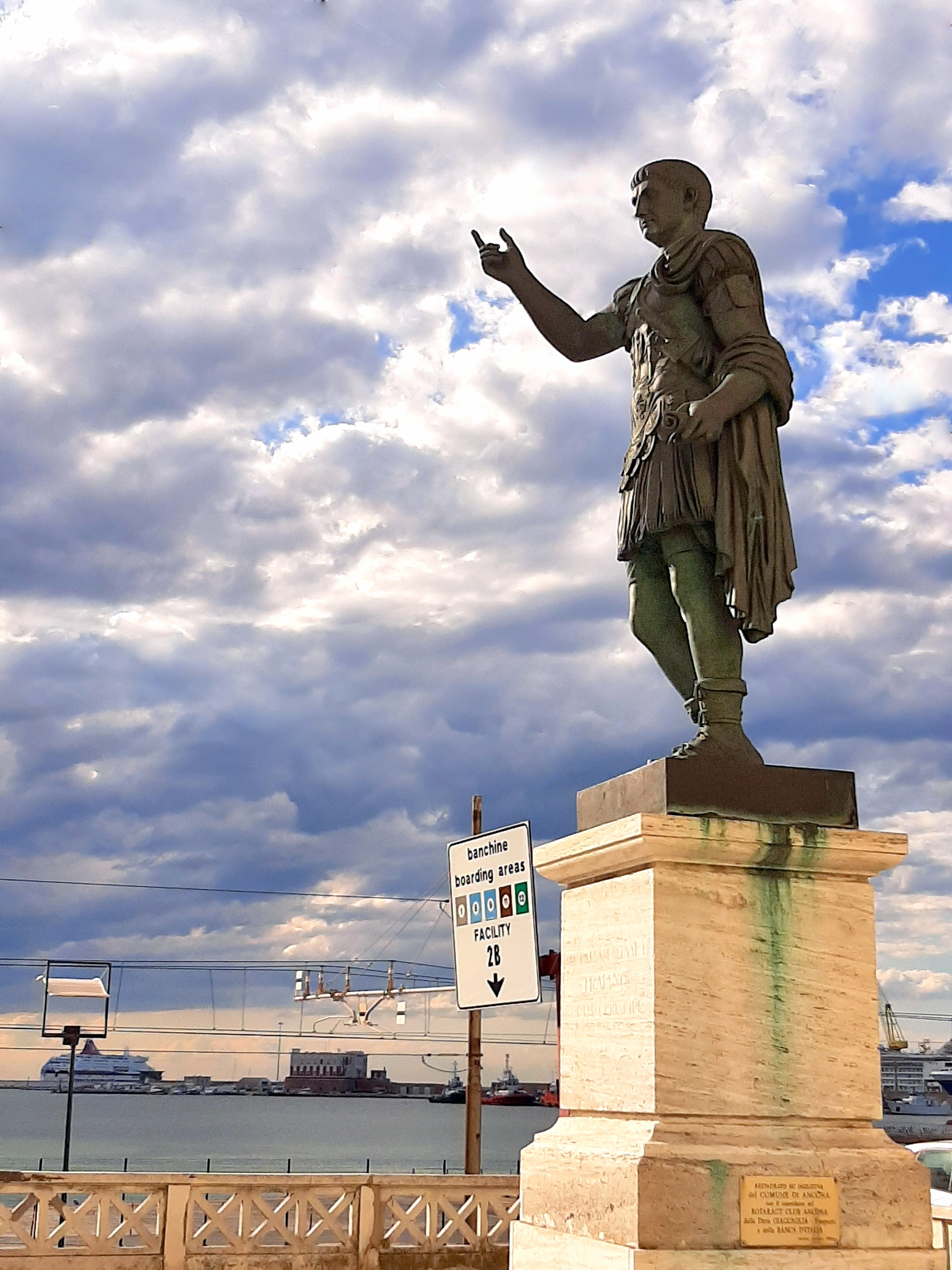
Replica di via XXIX Settembre, Ancona

Ad Ancona, nel 1934, fu collocata una replica bronzea della statua in via XXIX Settembre, strada che si affaccia sulle banchine del porto, in epoca antica ampliato proprio da Traiano. La statua era stata donata dal governo ed inaugurata solennemente domenica 16 settembre 1934, in un nuovo spazio urbano, denominato "Largo Traiano", originatosi dalla demolizione di alcuni edifici situati sul fronte del porto. La replica bronzea risulta firmata dalla Fonderia Artistica Laganà di Napoli.
Nella città c'era stato un dibattito a proposito del luogo in cui porre la statua: un'associazione cittadina di artisti aveva sostenuto che sarebbe stato più opportuno collocarla nella zona prossima all'arco di Traiano, che si erge proprio sul molo fatto costruire dall'Imperatore, ma alla fine prevalse la scelta di un sito più centrale. Questo dibattito sull'opportunità di collocare la copia della statua nei pressi dell'arco romano oppure in una zona più centrale, ma neutra dal punto di vista storico, è analogo a quello che si visse anche a Benevento, descritto nel seguente paragrafo; analoga fu anche la decisione adottata nelle due città.
Il legame tra Traiano ed Ancona è dato da tre circostanze: anzitutto dal fatto che l'ottimo imperatore decise l'ampliamento del porto (nell'anno 100 d.C.), al fine di renderlo accessum Italiae, ossia "ingresso d'Italia" per chi vi giungeva dall'oriente, poi dalla presenza nel porto della città di un arco in onore di Traiano eretto per decisione del Senato romano (contemporaneo all'intervento sul porto), e infine dal fatto che, nel 105, l'imperatore scelse Ancona come porto di imbarco dell'esercito in occasione della Seconda guerra dacica; la scena è rappresentata sulla Colonna Traiana (scena 58 di Cichorius).
Sul basamento della statua è presente la seguente iscrizione:

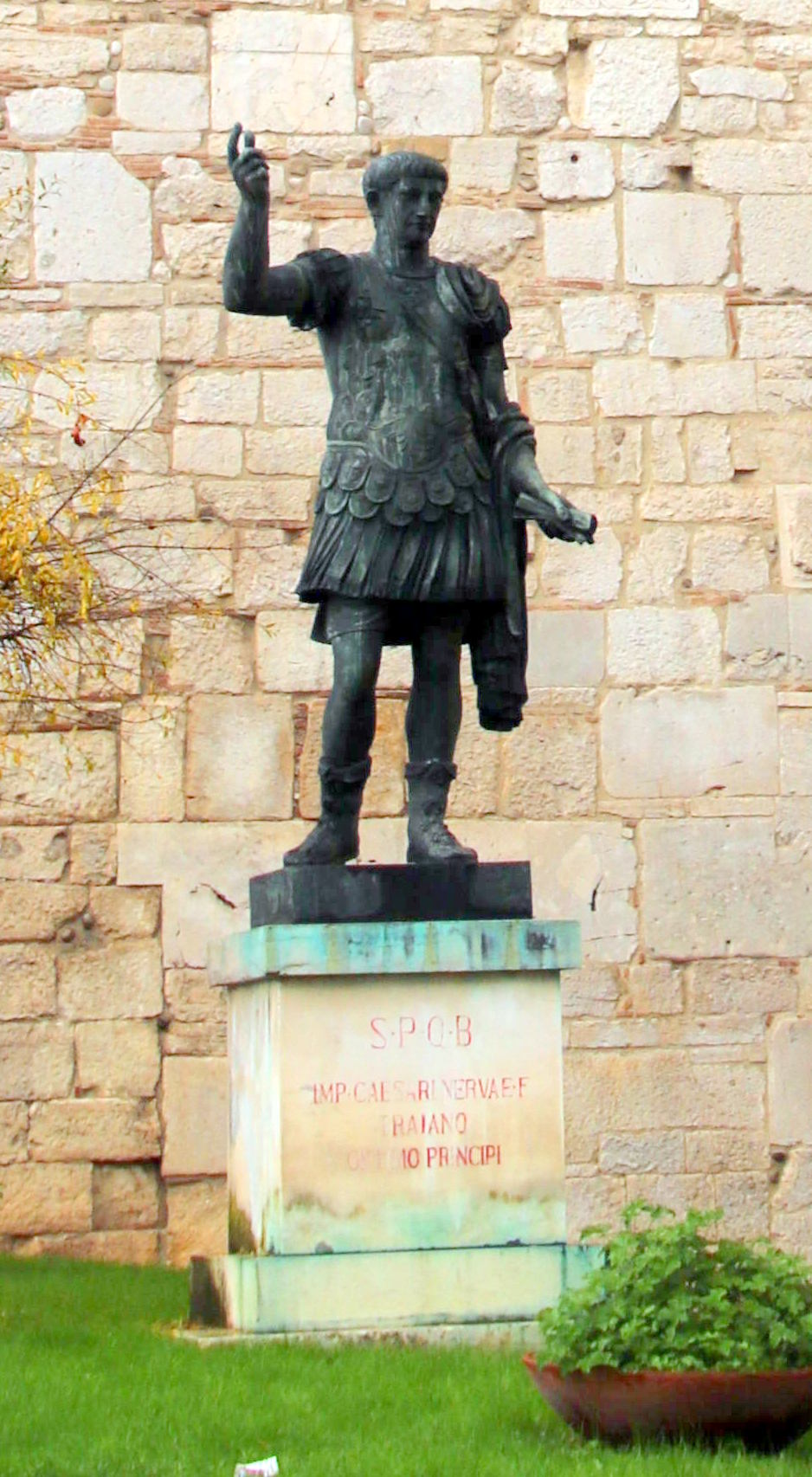
Replica di Rocca dei Rettori, Benevento

### Rocca dei Rettori, Benevento
A Benevento, su sollecito dell'amministrazione cittadina, fu donata dal governo nel 1934 una replica bronzea della statua. Il fatto va inserito nella volontà dell'amministrazione di dare una nuova sistemazione all'area circostante l'Arco di Traiano, nell'intento di renderla più monumentale. Nel 1935 vennero infatti presentati due progetti in cui si prevedeva la costruzione, di fronte all'Arco, di una cortina muraria con un varco di accesso alla città, in asse con il fornice; ai due lati di quest'ingresso sarebbero dovute essere collocate la statua di Traiano arrivata l'anno precedente ed una di Benito Mussolini (mai realizzata).
Questa soluzione fu bocciata dal dicastero allora competente, ovvero il Ministero dell'educazione nazionale, ritenendo gravemente pregiudizievole all'augusta e sacra maestà dell'Arco Traiano lo sviluppo di un qualsiasi partito architettonico di un portico o di un colonnato all'intorno. Il progetto venne così modificato: al posto del muro fu prevista una semplice esedra a tre gradini delimitata da un parapetto lungo il quale realizzare un lungo sedile continuo. Nel 1936 iniziarono i lavori, durante i quali vennero alla luce le due statue di Traiano e Plotina ora conservate nel Museo del Sannio. Al termine dei lavori, la statua di Traiano non venne posta nelle vicinanze dell'arco, come prevedevano i primi progetti, ma nella zona centrale della città, nel giardino della Rocca dei Rettori.
La volontà del comune di Benevento di accogliere una statua di Traiano fu dettata da due motivi: innanzitutto perché l'imperatore ordinò l'apertura di una strada di collegamento tra Benevento e Brindisi che sostituì, in quanto più breve ed agevole, un tratto della via Appia Antica; la variante fu realizzata tra il 108 e il 110 ed ebbe il nome di via Traiana o anche via Appia Traiana; inoltre perché a Benevento sorge il noto arco dedicato a Traiano (costruito nel 114-117).

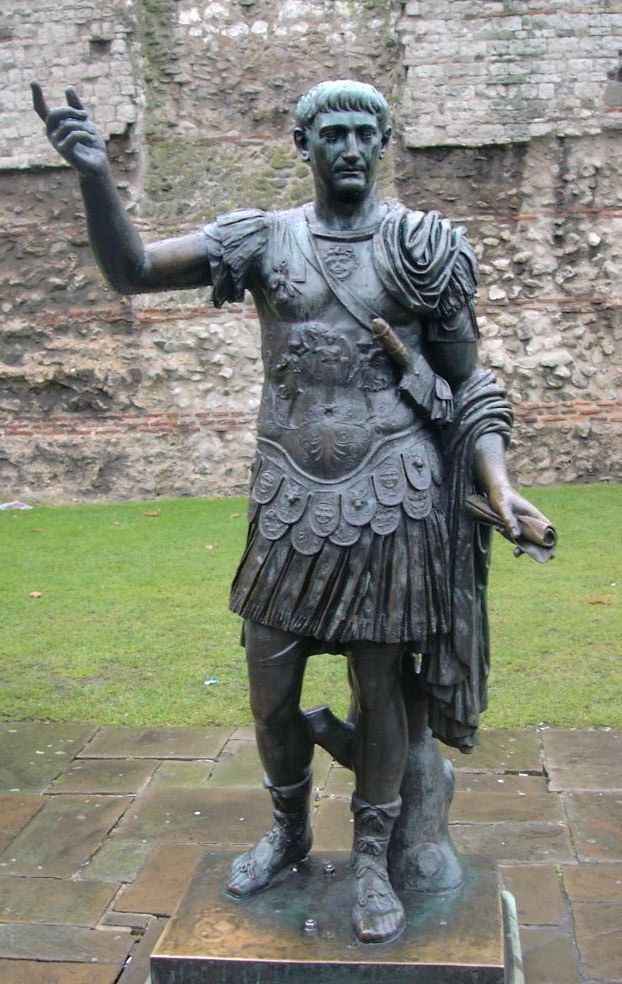
Replica di Tower Hill, Londra

Sul basamento della statua è presente la seguente iscrizione:

### Tower Hill, Londra
Una replica bronzea, realizzata dalla Fonderia artistica Chiurazzi, è collocata nei pressi di Tower Hill a Londra, all'esterno di un tratto della cinta di mura romane. La statua ha una storia molto particolare: fu infatti scoperta in un deposito di rottami dal reverendo Philip "Tubby" Clayton, rettore dal 1922 al 1962 della vicina parrocchia "All Hallows-by-the-Tower" (a volte detta anche "All Hallows Barking"), e installata nei pressi delle mura romane della città nel 1980, come suo lascito, come risulta dalla targa apposta sul monumento: